# Anton Hart
Anton Hart (12. června 1914, Nový Hrozňatov – 15. září 2004, Waldsassen), byl obnovitel poutního místa Maria Loreto u Chebu.
Narodil se v Novém Hrozňatově, v údolí pod Loretou. Pocházel z rodu hrnčířů, který sahá až do doby třicetileté války. Jeho předkové tam dolovali hlínu a vyráběli kameninové lahve na minerální vodu pro okolní lázně. Po zavedení skleněných lahví jeho otec postavil továrnu na kameninové trubky, kterou Anton Hart v r.1934 - po absolvování gymnázia v Chebu, keramické školy v Bechyni a stavební techniky ve Zwickau, kde získal titul inženýra, převzal. V r. 1940 musel narukovat, byl na ruské frontě, kde byl v r. 1943 těžce zraněn. Když ve válce ležel zraněný ve sněhu na ruské frontě a zdálo se mu, že již umírá, vybavila se mu v duchu cesta na Loretu, kde byl pokřtěn, kde přijal první svaté přijímání a kam chodil s rodiči a sestrami k oltáři Páně. Slíbil Panně Marii, jestli se vrátí domů živ, koupí do zvonice na Loretě nový zvon - říkával, že se chtěl Panně Marii „revanžovat". Ve sněhu ho našel přítel a na zádech ho odnesl do sanity. Zranění se mu zahojila, válku přežil a na svůj slib Panně Marii nezapomněl. Po válce v r. 1945 se vrátil domů a v r. 1946 byl s rodiči a sestrami zařazen do odsunu. V Čechách tak rodina Hartů zanechala rozsáhlý majetek. Přišel do Neualbenreuthu v Bavorsku. Tam přijal nabídku, aby pomohl ve Waldsassenu dát do provozu válkou zničenou cihelnu, což se mu podařilo. V r. 1952 byl zvolen předsedou představenstva Ziegelwerk Waldsassen, AG. Téhož roku se oženil s dcerou majitele pivovaru Ziegler-Bräu, Felicitas Steiner. V r. 1956 převzal zkrachovalý důl a cihelnu v Schirndingu a s velkým úsilím z něj vybudoval moderní, dobře prosperující podnik s rozšířeným sortimentem, Zieglwerk Waldsassen AG Hart Keramik.
Od r. 1990 se Ing Anton Hart cele věnoval pouze záchraně Lorety. Ve Waldsassenu založil Verein zur Erhaltung und Förderung der Wallfahrtskirche Maria Loreto in Altkinsberg, Egerland e.V., uvolnil pozemní stroje i několik zaměstnanců ze své firmy na odklid metrové vrstvy zbořeného zdiva. Ing. Anton Hart sám také vydatně přispíval finančně a byl hybným motorem výstavby. Denně sledoval postup prací a odstraňoval překážky. Nikdy nepřipomenul, že ve svém rodišti musel zanechat veškerý majetek a odejít. „Narodil jsem se v Rakousko-Uhersku, žil jsem v Československu a teď v Německu, ale jsem Evropan", říkal často. Byl hluboce věřící katolík, jeho starší sestra Illuminata Margarita Hart je členkou Kongregace Milosrdných sester sv. Kříže.
Za své zásluhy o záchranu poutního místa a o vytváření přátelských vztahů mezi Čechy a Němci obdržel Ing. Anton Hart řadu vyznamenání: v r. 1994 Spolkový kříž na stuze za zásluhy a Cenu Evropy (Europapreis), v r. 1997 Záslužný kříž I. stupně od presidenta SRN, v r. 1999 cenu Euroregio Egrensis, v r. 2002 byl jmenován čestným občanem města Cheb a v r. 2003 mu papež Jan Pavel II. udělil rytířský kříž papeže sv. Silvestra. V červnu 2004 město Cheb na Loretě odhalilo pamětní desku s textem „K 90. narozeninám Antonínu Hartovi - zachránci Lorety", ke které byla v r. 2005 připojena podobizna Ing. Harta zhotovená akademickým malířem a sochařem Jaroslavem Šindelářem. Téhož roku na návrh českého Spolku Maria Loreto město Cheb pojmenovalo přeshraniční cestu z Mammersreuthu do Hrozňatova Stezka Ing. Antona Harta.
Ing. Anton Hart zemřel 15. 9. 2004 ve Waldsassenu, kde je pochován v rodinné hrobce.
Podrobnější informace o historii i současnosti poutního místa Maria Loreto najdete v sekci Maria Loreto na stránkách Římskokatolické farnosti Cheb nebo na německých stránkách Maria Loreto, které spravuje Verein zur Erhaltung und Förderung der Wallfahrtskirche Maria Loreto, Egerland e. V.